# Alireza Sarlak
Alireza Nosratolah Sarlak (persiska: علیرضا سرلک), född 30 april 1997, är en iransk brottare som tävlar i fristil. 

## Karriär
Vid VM 2021 i Oslo tog Sarlak silver i 57 kg-klassen efter att han förlorat finalen mot amerikanska Thomas Gilman. Under 2021 tog Sarlak även silver vid asiatiska mästerskapen i Almaty.

## Tävlingar
| År   | Tävling                | Ort        | Viktklass | Placering  |
| ---- | ---------------------- | ---------- | --------- | ---------- |
| 2017 | Junior-VM              | Tammerfors | 50 kg     | 7:e plats  |
| 2018 | U23-VM                 | Bukarest   | 57 kg     | 11:e plats |
| 2019 | U23-VM                 | Budapest   | 57 kg     | Brons      |
| 2020 | Asiatiska mästerskapen | New Delhi  | 57 kg     | 7:e plats  |
| 2021 | Asiatiska mästerskapen | Almaty     | 57 kg     | Silver     |
| 2021 | VM                     | Oslo       | 57 kg     | Silver     |